# Синдзюку-Гёэммаэ (станция)
Станция Синдзюку-Гёэммаэ (яп. 新宿御苑前駅 синдзюку гёэммаэ эки) — железнодорожная станция на линии Маруноути, расположенная в специальном районе Синдзюку в Токио. Станция обозначена номером M-10. Была открыта 15 марта 1959 года. На станции установлены автоматические платформенные ворота.

## Планировка станции
Две платформы бокового и два пути.
| 1 | ○ Линия Маруноути | Синдзюку, Накано-Сакауэ, Огикубо, Хонантё |
| 2 | ○ Линия Маруноути | Гиндза, Икэбукуро                         |

## Близлежащие станции
| «                |  | Линия           |  | »            |
| ---------------- |  | --------------- |  | ------------ |
| Синдзюку-Сантёмэ |  | Линия Маруноути |  | Ёцуя-Сантёмэ |